# Дунаєць (річка)
Дунаєць — річка в Польщі та Словаччині, права притока Вісли; довжина — 247 км, сточище — 6 804 км². Найбільша притока: Попрад (права). Міста: Новий Торг, Новий Санч.

## Опис
Дунаєць є туристичним об'єктом. Доволі популярними є сплави на плотах. Сплави проводяться на території Пенінського народного парку, розташованого на кордоні Словаччини і Польщі. Туристи мають можливість скористатися послугами як польських, так і словацьких компаній. На території Пенінського народного парку русло Дунайцю оточено горами та скелями дивовижної краси. Саме це робить сплави на плотах дуже популярними.

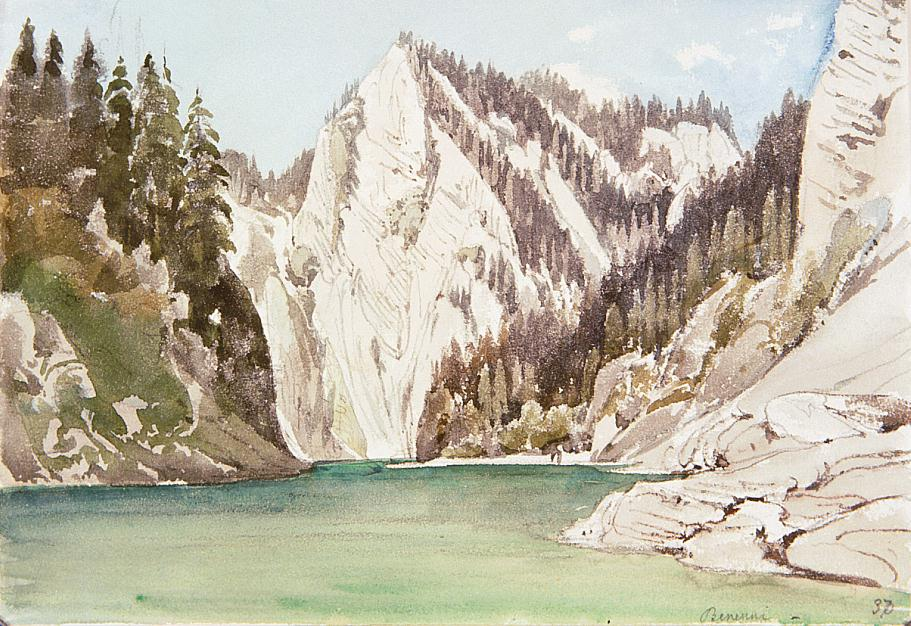
Краєвид на Пенінські гори і річку Дунаєць. Томас Ендер, 1860

## Каскад ГЕС
На річці розташовані Рожновська ГЕС і Чорштинська ГЕС.